# World Challenge Beijing

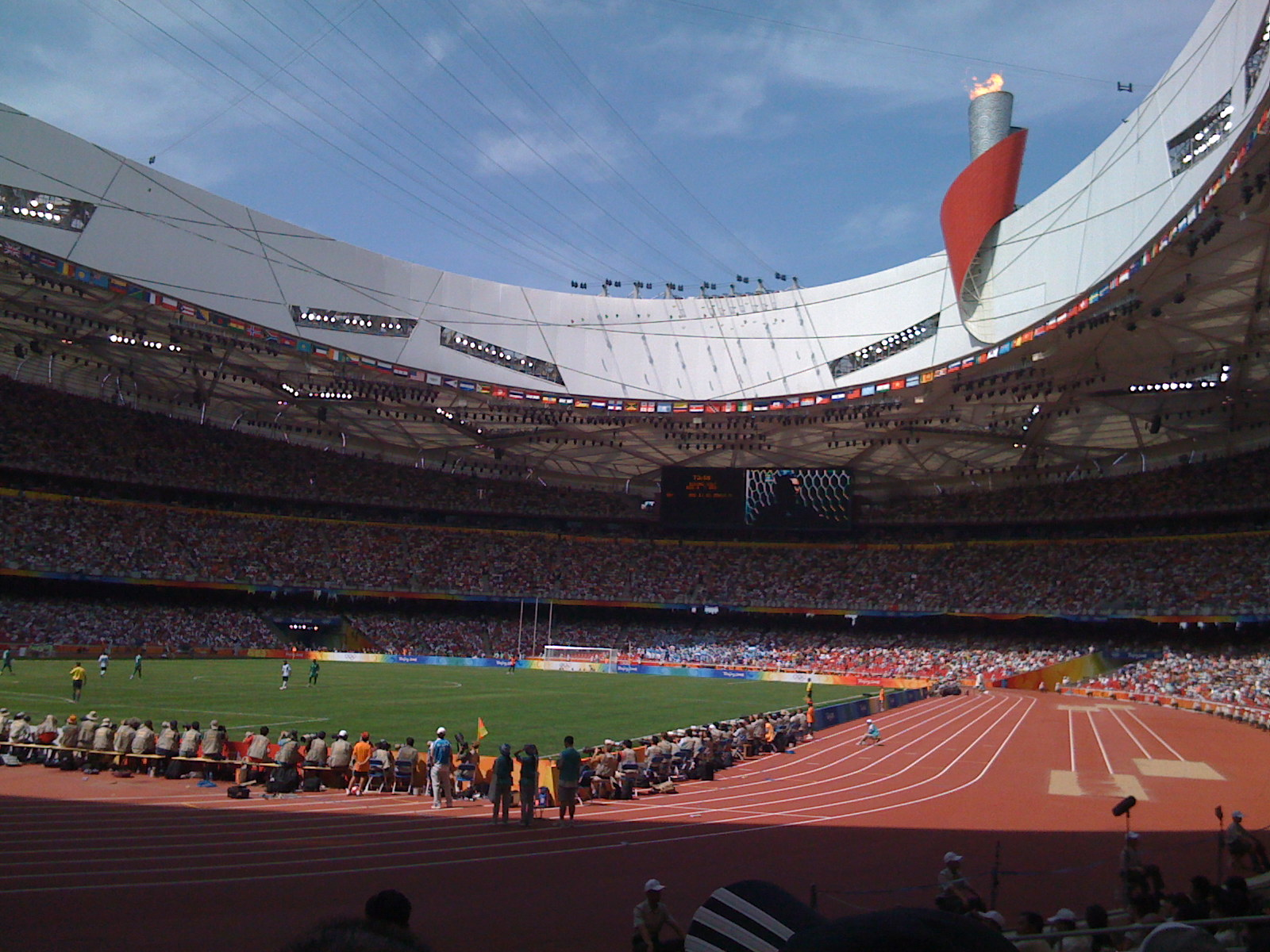
Место проведения соревнований — национальный стадион

World Challenge Beijing — легкоатлетические соревнования, которые впервые состоялись 21 мая 2013 года на национальном стадионе Пекина, Китай. Являются частью легкоатлетической серии IAAF World Challenge.
В 2014 году соревнования прошли 21 мая.

## Рекорды соревнований

### Мужчины
| Вид             | Рекорд  | Атлет            | Гражданство | Дата        |
| --------------- | ------- | ---------------- | ----------- | ----------- |
| 100 метров      | 9,87    | Джастин Гэтлин   | США         | 21 мая 2014 |
| 200 метров      | 20,40   | Лашон Мерритт    | США         | 21 мая 2013 |
| 800 метров      | 1.44,88 | Андре Оливир     | ЮАР         | 21 мая 2014 |
| 3000 метров с/п | 8.06,04 | Пол Кипсили Коэч | Кения       | 21 мая 2014 |

### Женщины
| Вид         | Рекорд  | Атлет             | Гражданство | Дата        |
| ----------- | ------- | ----------------- | ----------- | ----------- |
| 100 метров  | 11,04   | Блессинг Окагбаре | Нигерия     | 21 мая 2013 |
| 200 метров  | 22,36   | Эллисон Феликс    | США         | 21 мая 2013 |
| 1500 метров | 4.02,71 | Рабабе Арафи      | Марокко     | 21 мая 2014 |